# 尼布拉
尼布拉（Nibra），是印度西孟加拉邦Haora县的一个城镇。总人口22288（2001年）。

## 人口
该地2001年总人口22288人，其中男性11601人，女性10687人；0—6岁人口3114人，其中男1591人，女1523人；识字率72.34%，其中男性为75.72%，女性为68.68%。